# Kia K9
Kia K9 – samochód osobowy klasy luksusowej produkowany pod południowokoreańską marką Kia od 2012 roku. Od 2018 roku produkowana jest druga generacja modelu.

## Pierwsza generacja

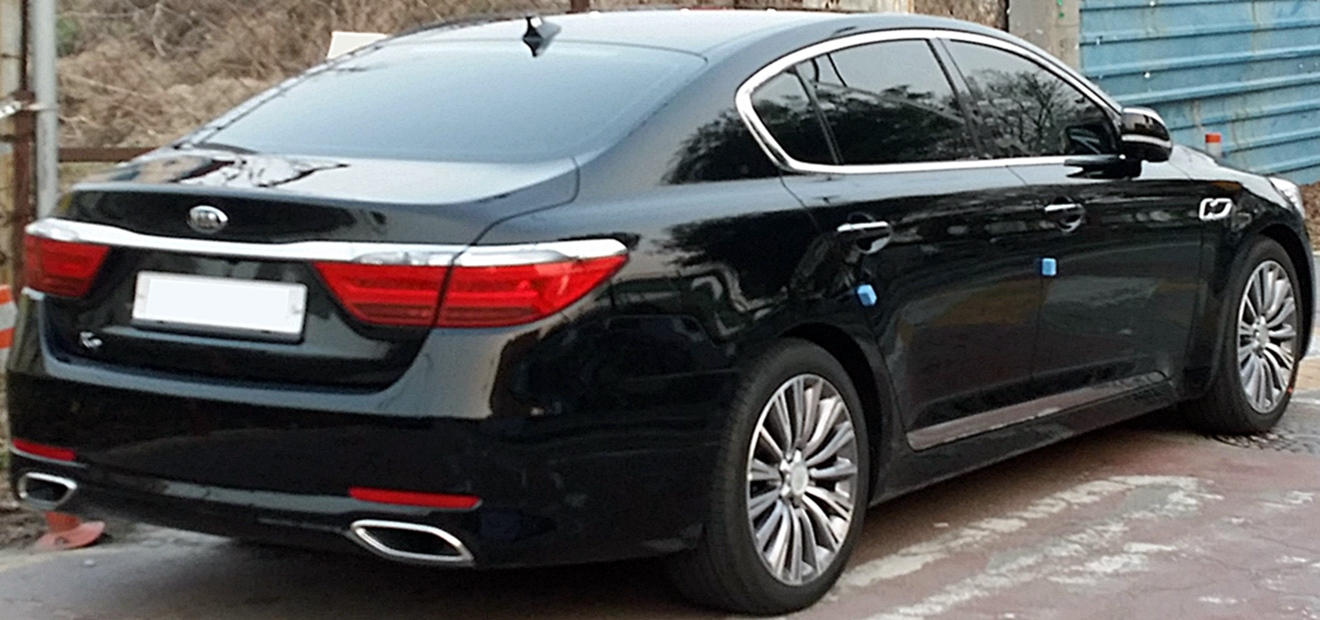
Kia K9 I – tył

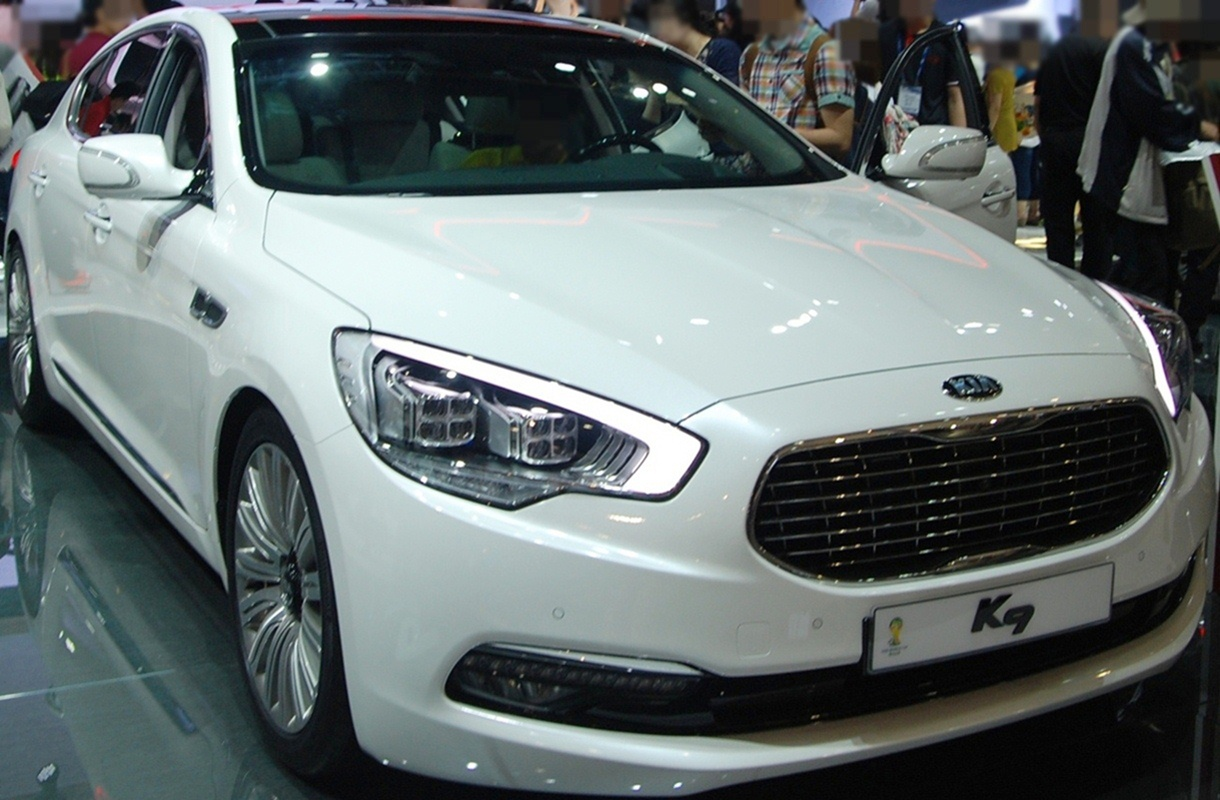
Kia K9 I po liftingu

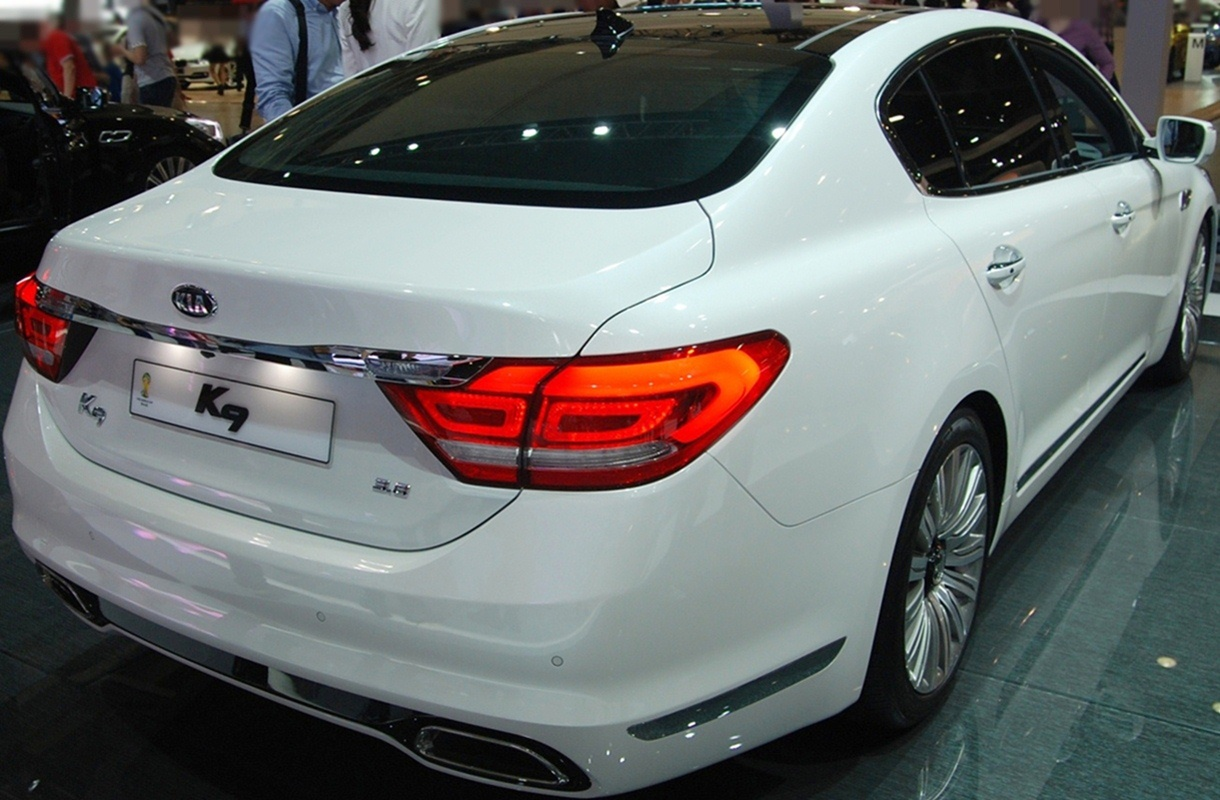
Kia K9 I - tył po liftingu

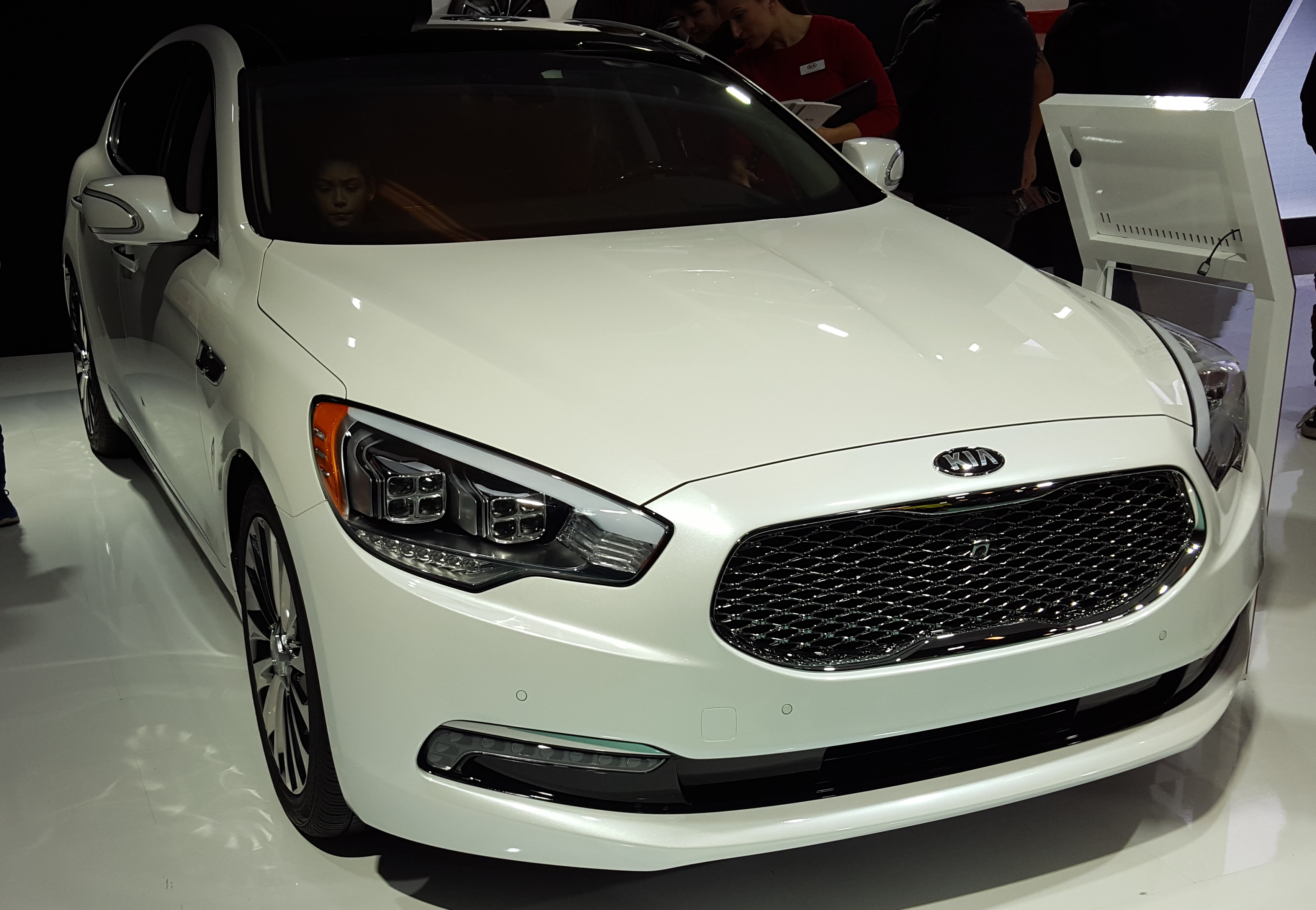
amerykańska Kia K900

Kia K9 I została po raz pierwszy zaprezentowana w 2012 roku.
Na początku drugiej dekady XXI wieku Kia podjęła decyzję o opracowaniu pierwszej w swojej historii pełnowymiarowej, luksusowej limuzyny w charakterze najdroższego, sztandarowego modelu w ofercie. W efekcie, na rynek trafił model K9 zbudowany na bazie płyty podłogowej BH-L zapożyczonej od pokrewnego modelu Hyundai Equus.
Masywna sylwetka Kii K9 została zaprojektowana przez Petera Schreyera, nawiązując kształtem reflektorów i dużej atrapy chłodnicy do mniejszych osobowych modeli. Jednocześnie, w stylizacji limuzyny dopatrywano się licznych inspiracji podobnej wielkości pojazdami marek premium, na czele z BMW serii 7.
Standardowe wyposażenie pojazdu objęło m.in. 16-diodowe adaptacyjne reflektory wykonane w technologii LED wraz ze światłami do jazdy dziennej, zespołem tylnych świateł pozycyjnych, STOP oraz kierunkowskazów oraz pneumatyczne, w pełni regulowane zawieszenie z możliwością wyboru jednego z czterech trybów jazdy (Eco, Normal, Sport, Snow), wspomaganie kierownicy, radio, zamek centralny z pilotem, alarm, elektryczne sterowanie szyb oraz elektryczne sterowanie lusterek, a także 18-calowe alufelgi, elektrycznie sterowane blendy słoneczne, system ostrzegający przed niezamierzoną zmianą pasa ruchu (LDW), czujnik martwego pola z asystentem zmiany pasa ruchu, adaptacyjny tempomat oraz 4 kamery monitorujące obraz wokół pojazdu.
Ponadto, można było zamówić trójramienną, skórzaną, podgrzewaną oraz elektrycznie regulowaną kierownicę wielofunkcyjną, a także skórzaną tapicerkę, podgrzewane, wentylowane oraz elektrycznie regulowane fotele przednie i tylne (fotel kierowcy dostępny jest z 12 lub 16-pozycyjną regulacją) oraz centralnie umieszczony ciekłokrystaliczny ekran TFT 12,3" z systemem nawigacji satelitarnej pod którym umieszczony został analogowy zegar. Samochód wyposażono opcjonalnie m.in. w kolorowy, regulowany na wysokość wyświetlacz HUD, 17-głośnikowy system audio firmy Lexicon o mocy 900W, a także 19-calowe alufelgi.

### Lifting
W listopadzie 2014 roku Kia K9 pierwszej generacji przeszła drobną restylizację wyglądu zewnętrznego. Atrapa chłodnicy zyskała nową strukturę poprzeczek przypominającą kratownicę, z kolei układ tylnych lamp zyskał jednobarwny, czerwony wzór wykonany w całości w technologii LED.

### Sprzedaż
W drugiej połowie 2012 roku Kia zdecydowała się rozpocząć sprzedaż swojej topowej, luksusowej limuzyny także na rynkach eksportowych. Pod nazwą Kia Quoris pojazd trafił do sprzedaży m.in. w Rosji, na Bliskim Wschodzie i w Ameryce Południowej, z kolei jako Kia K900 samochód oferowano w Ameryce Północnej.

### Silniki
- V6 3.3l GDI 300 KM
- V6 3.8l 290 KM
- V6 3.8l GDI 311 KM
- V6 3.8l GDI 334 KM
- V8 5.0l GDI 426 KM

## Druga generacja

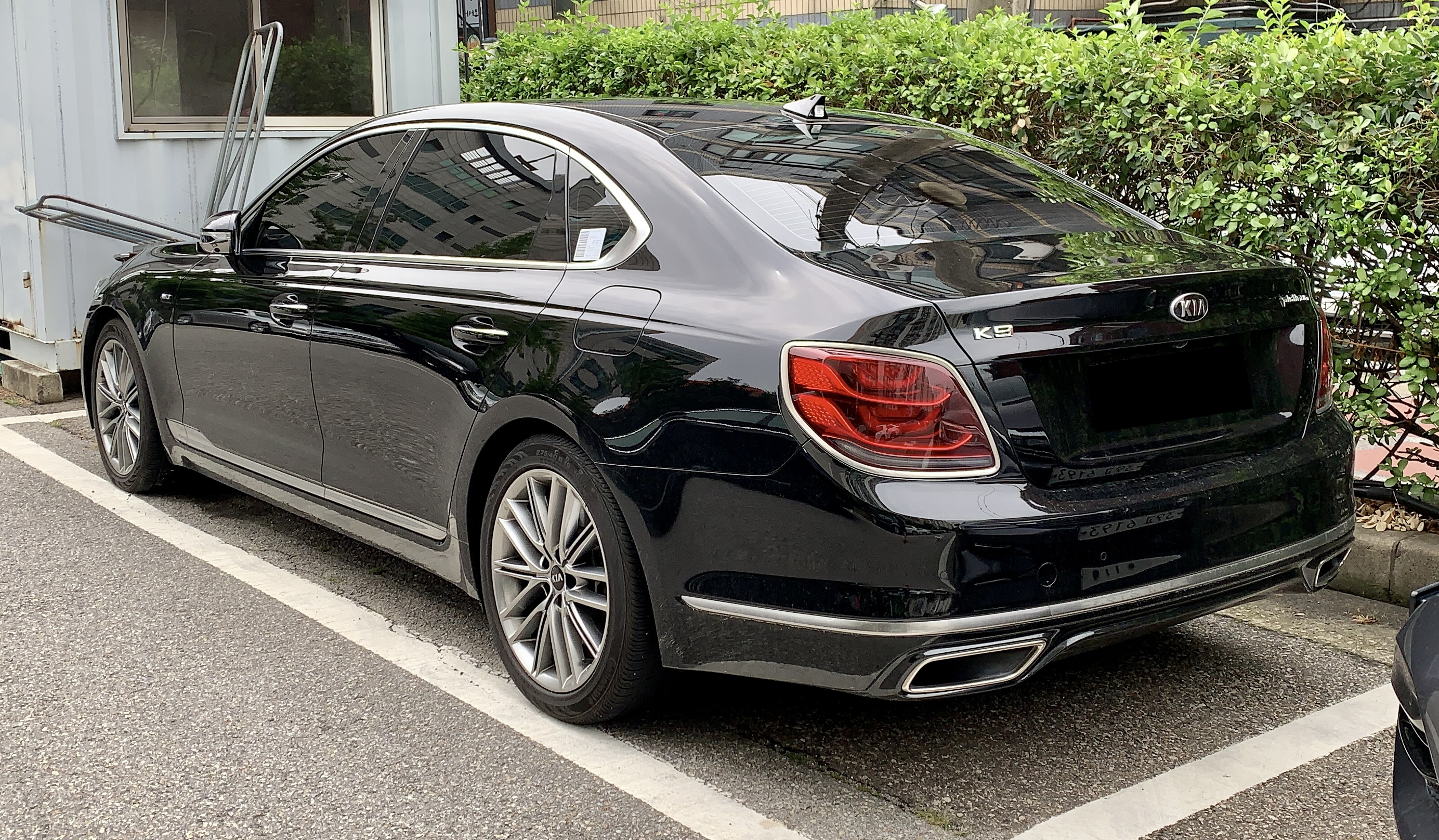
Kia K9 II – tył

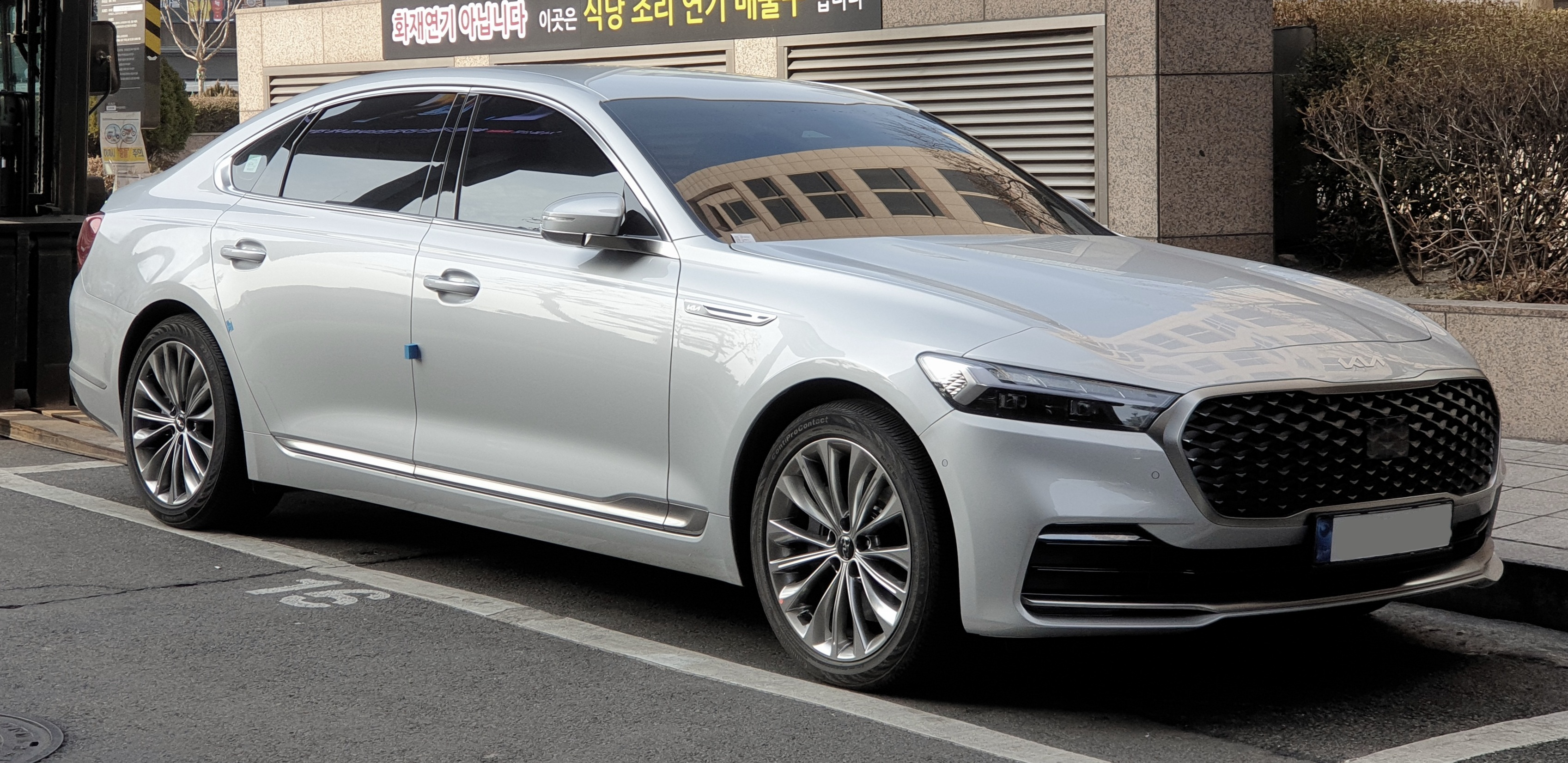
Kia K9 II po liftingu

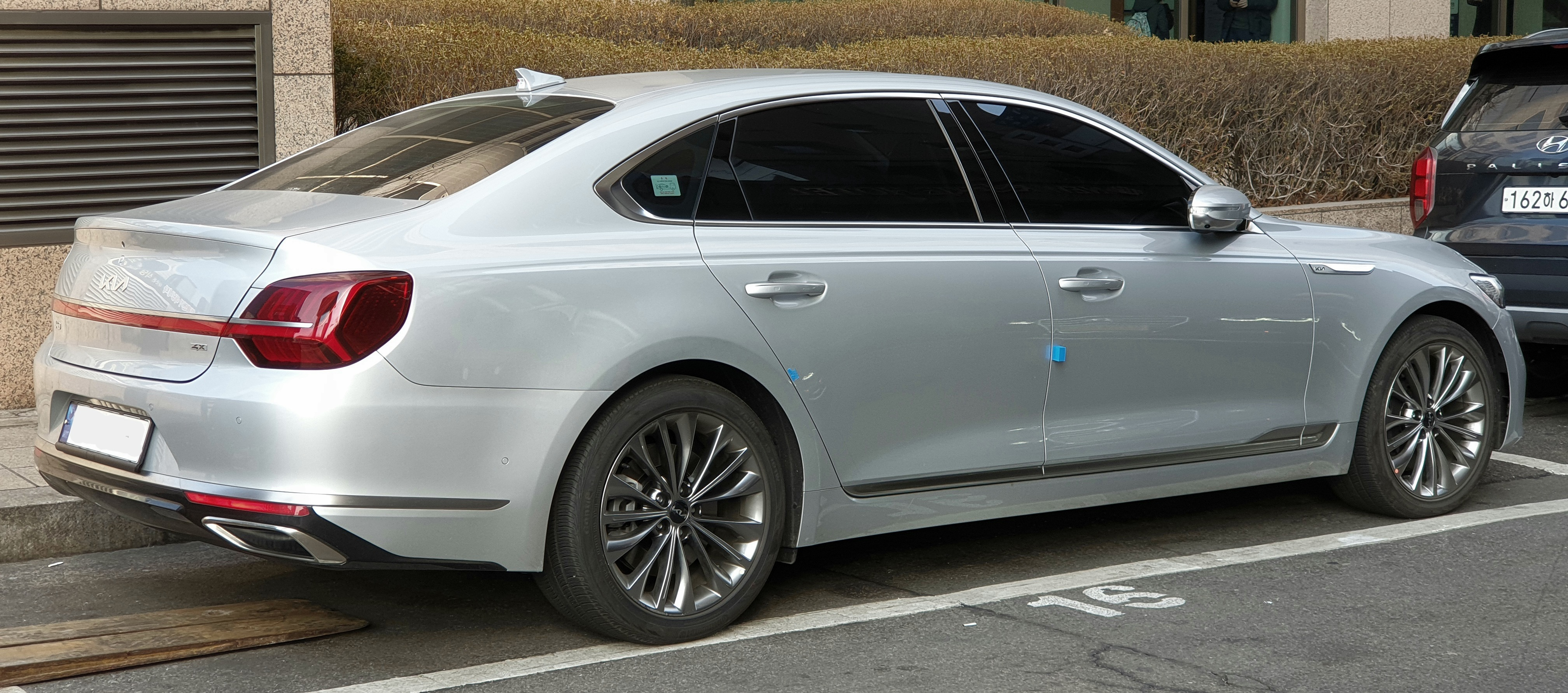
Kia K9 II - tył po liftingu

Kia K9 II została zaprezentowana po raz pierwszy w 2018 roku.
Projektując drugą generację Kii K9, producent zdecydował się nadać pojazdowi bardziej indywidualne cechy wyglądu. Zarówno przednie, jak i tylne reflektory przyjęły charakterystyczny kształt zaokrąglonych kwadratów, z kolei atrapa chłodnicy stała się znacznie masywniejsza i bardziej kanciasta. Stylistyka pojazdu opracowana została przez biura w Korei Południowej oraz w amerykańskiej Kalifornii.
Gruntowną metamorfozę przeszła także kabina pasażerska, którą dopracowano pod kątem oferowanego poziomu luksusu. Projekt analogowego zegarka między nawiewami wykonała szwajcarska firma Maurice Lacroix, z kolei za dobór materiałów wykończeniowych pod kątem barwy i faktury odpowiadało przedsiębiorstwo Pantone Color Institute. Pasażerowie mogą personalizować oświetlenie pojazdu spośród 64 konfiguracji 7 kolorów.
Konsolę centralną zdominował 12,3-calowy ekran dotykowy systemu multimedialnego, a formę wyświetlacza przyjęły także cyfrowe zegary umożliwiające m.in. wyświetlanie na tarczach zegarów widok z kamer w lusterkach. Projekt konsoli centralnej przyjął formę poziomych pasów, wzorem mniejszych modeli.

### Lifting
W maju 2021 roku przedstawiona została Kia K9 drugiej generacji po obszernej restylizacji, która skoncentrowała się na wyglądzie zewnętrznym pojazdu. Sztandarowa limuzyna południowokoreańskiego producenta została upodobniona do nowego języka stylistycznego autorstwa Karima Habiba, którego wdrożono przy okazji modelu K8 na początku 2021 roku. Pas przedni zyskał wyraźnie większą, szeroką atrapę chłodnicy z chromowaną obwódką, która zdominowała go wizualnie. Wykonane w technologii LED reflektory zyskały węższy i smuklejszy kształt, z kolei tylną część nadwozia przyozdobiła listwa LED łącząca reflektory. W ten sposób, miejsce na tablicę rejestracyjną przeniesiono na zderzak. Pojazd zyskał także nowe logotypy Kii. Drobne zmiany objęły także kabinę pasażerską - dotychczasowy dotykowy wyświetlacz systemu multimedialnego o przekątnej 12,3-cala zastąpił większy, 14,5-calowy ekran.

### Sprzedaż
W przeciwieństwie do poprzednika, Kia K9 drugiej generacji poza rodzimą Koreą Południową trafiła do sprzedaży na rynkach eksportowych pod jednolitą nazwą Kia K900. Luksusowa limuzyna przyjęła ją m.in. w Stanach Zjednoczonych, Kanadzie, Rosji oraz na Bliskim Wschodzie. Z powodu niewielkiej popularności, niespełna 3 lata po debiucie i jeszcze przed restylizacją samochód został wycofany w styczniu 2021 roku z oferty na obszarze Ameryki Północnej.

### Silniki
- V6 3.3l T-GDI 365 KM
- V6 3.8l GDI 315 KM
- V8 5.0l 413 KM
- V8 5.0l 425 KM